# Henry Murray
Pour les articles homonymes, voir Murray.
Henry Alexander Murray, né le 13 mai 1893 à New-York et mort le 23 juin 1988 à Cambridge, est un psychologue américain et un professeur de psychologie de l'université Harvard. Il a notamment contribué au test psychologique TAT.

## Biographie
Il fait ses études secondaires à Groton School puis prépare une licence à Harvard, où il pratique également le football américain, l'aviron et la boxe anglaise. Il fait ses études de médecine à l'université Columbia, où il obtient son diplôme (MD), qu'il complète par un master en biologie, en 1919. Il obtient ultérieurement un doctorat de biochimie à l'université de Cambridge (1928). En 1927, il devient directeur-adjoint de la clinique psychologique de Harvard, dont il prend la direction en 1937. 

## Activités de recherche
Il a utilisé le terme "aperception" pour désigner le processus de projection fantasy images sur un objectif de relance. Le concept de l'aperception et de l'hypothèse que tout le monde pense, est façonnée par les subjective des processus fournit la justification de la Thematic Apperception Test (TAT). Ceci a été développé par Murray et Morgan (1935).  En 1938, il publie des Explorations dans la Personnalité, désormais un classique de la psychologie, qui comprend une description de la Thématique de l'Aperception Test. Il a eu l'occasion d'assister à des conférences données à Harvard par Alfred North Whitehead, dont la philosophie du processus a influencé sa pensée philosophique et métaphysique, durant sa carrière professionnelle (Laughlin 1973).
En 1938, il est sollicité par le gouvernement américain pour établir un profil psychologique d'Adolf Hitler, puis, durant la Seconde Guerre mondiale, il travaille pour le Bureau des services stratégiques (OSS) américain, pour évaluer les aptitudes psychologiques des agents américains. Il avait également été consultant du gouvernement britannique (1938) lors de la mise en place des tests de sélection des officiers. Après la guerre, il enseigna à l'université Harvard, comme professeur assistant (1947-1951), puis il est nommé comme professeur de psychologie clinique (1951). 
Il s'intéresse à la psychanalyse et aux travaux de Carl G. Jung et est un membre fondateur, en 1933, de la Boston Psychoanalytic Society (en).
Sa correspondance avec l'historien d'art Lewis Mumford a été publiée.
En 1960, Timothy Leary débute des recherches sur les drogues psychédéliques à Harvard, que Murray aurait supervisées.
Certaines sources suggèrent que les expériences de Henry Murray s'inscrirait dans le projet MK-Ultra de manipulation mentale initié par la CIA,,
Durant ses recherches, il a rencontré le jeune mathématicien Theodore Kaczynski, alors âgé de 17 ans et sur lequel il pratique diverses expériences[Lesquelles ?]. Theodore Kaczynski deviendra quelques années plus tard le terroriste poseur de bombes surnommé « Unabomber ». Le livre Harvard and the Unabomber: The Education of an American Terrorist d'Alston Chase rapproche les expériences abusives pratiquées par Henry Murray[réf. souhaitée] et les agissements criminel de Kaczynski.

## Distinctions
- Membre de l'Académie américaine des arts et des sciences
- 1961 : Distinguished Scientific Contributions to Clinical Psychology de l'Association américaine de psychologie (APA)[8].
- Award for lifetime achievement (médaille d'or) de l'Association américaine de psychologie.

## Publications

### Ouvrages
- Explorations in Personality. New York: Oxford University Press, 1938
- Personality in Nature, Society, and Culture, avec Clyde Kluckhohn, New York, Knopf, 1953.

### Articles (sélection)
- The Effect of Fear upon Estimates of the Maliciousness of Other Personalities in Understanding Human Motivation. Cleveland, OH, US: Howard Allen Publishers. p. 327–342 (1958)
- Studies of stressful interpersonal disputations, American Psychologist, 18 (1): 28–36. 1963, DOI 10.1037/h0045502.
- Analysis of the Personality of Adolph Hitler, United States Office of Strategic Services, 1943
- What should psychologists do about psychoanalysis?, Journal of Abnormal and Social Psychology, vol.35, 1940, DOI 10.1037/h0060130, p. 150–175

## Médias

### Télévision
- Manhunt: Unabomber, saison 1 - épisode 6, il est interprété par Brian d'Arcy James.